# Leont de Salamina
Leont de Salamina (Leo o Leon, Λέων, -οντος) fou un ciutadà atenenc que era natural de Salamina.
Els Trenta tirans van ordenar la seva execució, però Lleó s'havia amagat a Salamina per escapar de la rapacitat i la crueltat del nou govern. Van enviar a l'illa per agafar-lo a Sòcrates, i a altres quatre, entre els quals hi havia Mèlet. Sòcrates no va complir l'ordre, però ho van fer els quatre restants.
Xenofont diu que era una persona respectable i innocent de qualsevol crim (ἱκανὸς ἀνήρ). Andòcides diu que el van condemnar sense judici.